# Lisa Niemi
Lisa Niemi, nome artístico de Lisa Anne Haapaniemi (Houston,26 de maio de 1956) é uma atriz, dançarina, diretora, escritora e coreógrafa norte-americana. Ela foi casada com o astro de Dirty Dancing e Ghost, Patrick Swayze durante 34 anos, até sua morte em 2009. O casal não deixou filhos. Lisa fez diversos tratamentos para engravidar, mas sofreu dois abortos espontâneos, um em 1990 e outro em 2005. Em 2012, após três anos que ficou viúva, começou a namorar o joalheiro Albert Deprisco. Em 2013 ficaram noivos e foram morar juntos. Casaram-se no civil e no religioso o 25 de maio de 2014, em Palm Beach, na Flórida.